# تیاگو آلمیدا
تیاگو آلمادا (انگلیسی: Thiago Almada؛ زادهٔ ۲۶ آوریل ۲۰۰۱) بازیکن فوتبال اهل آرژانتین است که در پست هافبک هجومی و وینگر چپ برای باشگاه اتلتیکو مادرید و تیم ملی آرژانتین بازی می‌کند.
از باشگاه‌هایی که در آن بازی کرده‌است می‌توان به ولز سارسفیلد، آتلانتا یونایتد، سانتا کلارا، بوتافوگو و لیون اشاره کرد.
وی همچنین در تیم ملی فوتبال زیر ۲۰ سال آرژانتین، زیر ۲۳ آرژانتین و آرژانتین بازی کرده‌است.